# Helina leptinocorpus
Helina leptinocorpus este o specie de muște din genul Helina, familia Muscidae, descrisă de Fang și Fan în anul 1986.
Este endemică în Sichuan. Conform Catalogue of Life specia Helina leptinocorpus nu are subspecii cunoscute.